# Manifesto (album Inspectah Decka)
Manifesto – trzeci studyjny album amerykańskiego rapera Inspectah Decka wydany 23 marca 2010 roku nakładem Urban Icon Records. Pierwszy singiel z płyty nosi nazwę The Champion i został wydany 24 lutego 2010. Album początkowo miał się ukazać w 2008 roku, pod nazwą Resident Patient II, ale kiedy wyciekł do internetu raper postanowił wydać Resident Patient II jako mixtape, a album nagrać w całości od nowa.

## Lista utworów
| Nr  | Tytuł utworu                                          | Producent             | Długość |
| --- | ----------------------------------------------------- | --------------------- | ------- |
| 1.  | „Tombstone” (Intro)                                   | J.Glaze               | 1:39    |
| 2.  | „The Champion”                                        | The Alchemist         | 2:49    |
| 3.  | „Born Survivor” (gościnnie Cormega)                   | MoSS                  | 3:16    |
| 4.  | „This Is It”                                          | Dtox                  | 3:12    |
| 5.  | „Luv Letter” (gościnnie Fes Taylor, Ms. Whitney)      | Inspectah Deck        | 4:04    |
| 6.  | „P.S.A.”                                              | Lee Bannon            | 1:44    |
| 7.  | „T.R.U.E.” (gościnnie Meshel)                         | Inspectah Deck        | 3:10    |
| 8.  | „We Get Down”                                         | Inspectah Deck        | 2:55    |
| 9.  | „The Big Game” (gościnnie Raekwon, AC)                | Mental Instruments    | 4:59    |
| 10. | „Tombstone” (Interlude)                               | J.Glaze               | 1:40    |
| 11. | „9th Chamber”                                         | Inspectah Deck, Khino | 3:13    |
| 12. | „Really Real” (gościnnie Carlton Fisk, Fes Taylor)    | Inspectah Deck        | 4:57    |
| 13. | „Serious Rappin” (gościnnie Termanology, Planet Asia) | Mike Cash             | 4:06    |
| 14. | „Do What U Gotta”                                     | Flip                  | 3:14    |
| 15. | „Crazy”                                               | J.Glaze               | 3:17    |
| 16. | „Gotta Bang” (gościnnie Kurupt, Billy Danze)          | Shorty 140            | 3:43    |
| 17. | „The Bad Apple”                                       | K.Slack               | 3:12    |
| 18. | „Brothaz Respect” (gościnnie Cappadonna, Fes Taylor)  | Cee The Architect     | 3:52    |
| 19. | „5 Star G”                                            | MoSS                  | 2:53    |
| 20. | „The Neverending Story” (gościnnie Pleasant)          | Agallah               | 4:35    |
|     |                                                       |                       | 1:06:30 |

Sample
- W utworze "The Champion" wykorzystano fragment utworu "Peace and Love (Amani Na Mapenzi): Movement IV (Encounter)" w wykonaniu grupy Mandrill oraz fragment wokalny z piosenki "Mortal Thought" w wykonaniu KRS-One'a
- W utworze "T.R.U.E." wykorzystano sampel z piosenki "90% of Me Is You" w wykonaniu Gwen McCrae
- W utworze "9th Chamber" wykorzystano fragment wokalny z piosenki "John Blaze" w wykonaniu Fat Joego
- W utworze "Crazy" wykorzystano sampel z piosenki "Save Me From Myself" w wykonaniu Christiny Aguilery
- W utworze "The Bad Apple" wykorzystano fragment wokalny z piosenki "An Open Letter to NYC" w wykonaniu Beastie Boysów